# Championnats d'Europe d'aviron 1924
Navigation
Édition précédente Édition suivante
Les championnats d'Europe d'aviron 1924, vingt-sixième édition des championnats d'Europe d'aviron, ont eu lieu en 1924 en Suisse sur le Lac de Zurich. Ils étaient réservés aux hommes et comprenaient pour la première fois une épreuve de deux sans barreur. Toutes les médailles d'or ont été remportées par des Suisses ou des Néerlandais.